# PEC 164/2012
PEC 164/2012, também chamada de PEC da Vida pelos apoiadores e PEC do Estuprador pela oposição, é uma proposta de emenda constitucional de autoria de Eduardo Cunha que visa alterar o artigo 5° da Constituição Federal, possivelmente proibindo todo o tipo de aborto no Brasil, incluindo os casos permitidos pelo Supremo Tribunal Federal.

## Texto
A PEC altera o  artigo 5° da Constituição Federal. O texto afrma que “[a] vida não se inicia com o nascimento e sim com a concepção. Na medida desse conceito, as garantias da inviolabilidade do direito a vida tem que ser estendidas aos fetos, colocando a discussão na posição em que deve ser colocada”.

### Interpretações
O texto possivelmente proibe todo e qualquer tipo de aborto no Brasil, mesmo que este seja permitido em três situações: risco de morte da mãe, anencefalia e gravidez por estupro. A PEC também possivelmente proíbe a fertilização in vitro e pesquisas com células tronco. Em 2017, grupos feministas afirmaram que o texto se assemelhava ao Estatuto do Nascituro.
Eduardo Cunha argumenta que o artigo é uma violação do direito à vida, também presente na Constituição, que deve ser garantida ao feto desde sua concepção. Após a repercussão na mídia, Cunha afirmou que a PEC não proíbe aborto em nenhuma instância que já é legal, tendo o objetivo de proibir novas legislações sobre o assunto, adequando o Brasil à Convenção Americana de Direitos Humanos.

## Tramitação

### Proposta
A proposta foi apresentada em 2012 pelo então Presidente da Câmara dos Deputados Eduardo Cunha (Republicanos-RJ) e o Deputado Federal João Campos (PSDB-GO).

### Câmara de Constituição e Justiça
Em 2013, Alberto Filho (PMDB-MA) foi indicado pela Comissão de Constituição, Justiça e Cidadania (CCJ), virando o relator da PEC 164. Ele não se manifestou sobre o assunto, e em 2015, Rodrigo Pacheco (PMDB-MG) tornou-se o relator. Em 2017, a discussão sobre aborto estava em alta por causa do entendimento do Supremo Tribunal Federal que o aborto após 12 meses de gestação era permitido. Diversas ações envolvendo aborto foram protocoladas ou avançaram e João Campos ressuscitou a PEC. No mesmo ano, Eduardo Cunha foi preso durante a Operação Lava Jato. O então Presidente da Câmara Rodrigo Maia (DEM-RJ) criou uma comissão especial para discutir o tema. Na época, a comissão aceitou a PEC 181/2015, apelidado de Cavalo de Tróia das Mulheres, por inicialmente prever a ampliação da licença maternidade para mães de prematuros, porém foi alterada para definir que a vida começava após a concepção. Em 2018, Pacheco deixou de ser o relator sem se manifestar sobre o assunto, e a PEC foi arquivada em 31 de janeiro de 2019, sendo desarquivada um mês depois, sob a relatoria de Chris Tonietto (PSL-RJ). Ela terminou seu mandato sem se manifestar sobre o assunto, tornando-se relatora novamente em 2024, agora pelo PL. Além de relatora, Chris Tonietto é vice-presidente da CCJ e coordena a Frente Parlamentar Mista Contra o Aborto e em Defesa da Vida.
As discussões sobre a PEC iniciaram na primeira quinzena de novembro de 2024, sendo recebido por protestos e obstruido pela oposição, feita principalente pela federação PT-PCdoB-PV, do PSB e da federação PSOL-Rede. A ala a favor é feita principalmente pela liderança do União Brasil e PSD. Chegou a ser lida no dia 13, porém foi adiada por um pedido de vista. Em 25 de novembro, no Dia Internacional pela Eliminação da Violência contra Mulheres e Meninas, houve um protesto contra a medida junto com o fim da escala 6x1.
Em 27 de novembro, a PEC foi aceita pela CCJ por 35 votos a 15. A discussão começou na tarde do dia anteiror, junto com medidas de endurecimento penal e contra o Movimento dos Trabalhadores Rurais sem Terra (MST). porém se arrastou até o dia seguinte e as deputadas do PSOL e do PCdoB e manifestantes pró-aborto entraram na CCJ pedindo que a PEC fosse retirado de pauta enquanto a relatora Chris Tonietto (PL-RJ) defendia a proposta. Os manifestantes discutiram com os deputados do PL e MDB, fazendo que Caroline De Toni (PL-PR) suspendesse temporariamente a votação e acionasse a Polícia Legislativa. A discussão foi movida do plenário 1 para o 15, voltando à sala original quando os manifestantes foram retirados. A votação ocorreu à portas fechadas, apenas para deputados, assessores e jornalistas.

#### Votos[22]
sim:
- Caroline de Toni (PL-SC)
- Chris Tonietto (PL-RJ)
- Coronel Fernanda (PL-MT)
- Delegado Éder Mauro (PL-PA)
- Delegado Ramagem (PL-RJ)
- Dr. Jaziel (PL-CE)
- Fernando Rodolfo (PL-PE)
- Julia Zanatta (PL-SC)
- Luiz P. O. Bragança (PL-SP)
- Marcos Pollon (PL-MS)
- Pastor Marco Feliciano (PL-SP)
- Delegado Bilynskyj (PL-SP)
- Marcel van Hattem (Novo-RS)
- Flávio Nogueira (PT-PI)
- Alfredo Gaspar (União-AL)
- Fernanda Pessoa (União-CE)
- Nicoletti (União-RR)
- Benes Leocádio (União-RN)
- Dani Cunha (União-RJ)
- Delegado Marcelo (União-MG)
- Rafael Simões (União-MG)
- Juarez Costa (MDB-MT)
- Cobalchini (MDB-SC)
- Simone Marquetto (MDB-SP)
- Cezinha Madureira (PSD-SP)
- Delegada Katarina (PSD-SE)
- Luiz Gastão (PSD-CE)
- Zé Haroldo Cathedral (PSD-RR)
- Marcelo Crivella (Republicanos-RJ)
- Ricardo Ayres (Republicanos-TO)
- Roberto Duarte (Republicanos-AC)
- Diego Garcia (Republicanos-PR)
- Mauricio Marcon (Pode-RS)
- Gilson Daniel (Pode-ES)
- Coronel Assis (União-MT)

Não:
- Bacelar (PV-BA)
- Helder Salomão (PT-ES)
- José Guimarães (PT-CE)
- Luiz Couto (PT-PB)
- Orlando Silva (PCdoB-SP)
- Patrus Ananias (PT-MG)
- Renildo Calheiros (PCdoB-PE)
- Erika Kokay (PT-DF)
- Dandara (PT-MG)
- Elcione Barbalho (MDB-PA)
- Laura Carneiro (PSD-RJ)
- Gisela Simona (União-MT)
- Waldemar Oliveira (Avante-PE)
- Célia Xakriabá (PSOL-MG)
- Chico Alencar (PSOL-RJ)

### Plenário
Ainda é necessário a aprovação do Presidente da Câmara Arthur Lira (PL-AL) em comissão especial, com o prazo máximo de 40 sessões, indo então para o Plenário, precisando ser aceito com três quintos dos votos (308 votos) em dois turnos. Em seguida, se aceita, a PEC irá para o Senado. A Folha de S.Paulo opinou que Lira provavelmente não vai se arriscar a passar a pauta durante seu mandato, que acaba em fevereiro de 2025. Ele não retornou o debate do PL do Aborto e estaria focado em eleger Hugo Motta (Republicanos-PB) como seu sussessor. A opinião é compartilhada pelos deputados.

## Reações

### A favor
Durante o debate na CCJ, a  relatora Chris Tonietto (PL-RJ) levou bonecos de fetos para representar a proposta. Ela afirmou que "[e]xiste um ódio à criança. Eles estão querendo aniquilar o futuro da nação e os nascimentos". Ela também afirmou que o termo "desde a concepção" não foi incluida na Constituição "(...) por ser redundante, mas hoje é necessário reafirmar esse fato".
Dani Cunha (União-RJ) defendeu a PEC, afirmando que "[o] aborto é, nada mais, nada menos, que o assassinato de um bebê indefeso. Quem defende o aborto é cúmplice desse assassinato. Não se trata de religião, se trata exclusivamente de respeito à vida previsto da Convenção Interamericana".
Bacelar (PV-BA) afirma que o aborto traz duas violações contra a Constituição, "(...) os direitos e garantias individuais".
Julia Zanatta (PL-SC) afirmou que "[a] defesa da vida desde a concepção é uma escolha ética e civilizatória".
A Gazeta do Povo opinou que a PEC tem como o objetivo mudar o entendimento da Ministra Rosa Weber de que o direito a vida não se aplicaria ao feto, e que a PEC não impediria o aborto legal nem o avanço de outras pautas sobre o aborto.
Em 2014, houve um protesto do Movimento Nacional da Cidadania pela Vida a favor da PEC. No dia de aprovação da CCJ, a oposição entrou em embate com os protestantes fazendo orações. Outros grupos que apoiam a PEC são Brasil Sem Aborto, Casa Mãe Oásis da Imaculada, Casa Pró-Vida Mãe Imaculada e Casa Filhos da Luz, de origem espírita.

### Contra
Os manifestantes entraram na CCJ gritando “criança não é mãe, estuprador não é pai”, impedindo que os deputados terminassem suas falas, e os acusaram de desenterrarem a PEC para tirar atenção do inquérito da Polícia Federal que acusa o ex-presidente Jair Bolsonaro e outras pessoas de golpe de estado. Eles também argumentam que as mulheres ricas continuariam abortando, enquanto as pobres correriam risco de vida por realizarem o procedimento de maneira ilegal. A ala governista também argumenta que a PEC é inconstitucional. Entre os grupos que se manifestaram contra, estão o Fórum Direitos Reprodutivos e Democracia, Instituto Liberta e o Projeto Vivas.
Sâmia Bomfim (PSOL-RJ) criticou a PEC, afirmando que "[é] uma opção política de se impor às mulheres brasileiras uma vida de dor e sofrimento para aquelas que não querem ser mães porque não são obrigadas a carregar a gestação de um estuprador, mas [também] para aquelas que querem ser mães, mas não conseguem pelo método tradicional e não vão poder pelo método de fertilização in vitro".
Lídice da Mata (PSB-BA) afirmou que "[o] Código Penal de 1940 já mostrava mais sensibilidade às dores das mulheres e dos seres humanos do nosso país do que muitos deputados e deputadas mostram aqui hoje se dizendo modernos. Uma criança, uma mulher, mesmo adulta, que seja estuprada com deficiência mental ou mesmo uma cadeirante não ter o direito de decidir se pode e deve continuar com uma gravidez é realmente uma falta de misericórdia com a vida desta pessoa. Nós não defendemos que alguém seja obrigado a abortar. Defendemos que seja dado o direito a essa mulher de abortar, que ela tenha sua dignidade assegurada em casos muito especiais".
Chico Alencar (PSol-RJ) afirmou que "(...) cerca de 180 países que permitem interrupção de gravidez para preservar a saúde da mãe, salvar a vida da grávida, caso do Brasil, ou por motivos socioeconômicos, mediante uma mera solicitação. Portanto, ao pensar em aprovar esta PEC, estamos no caminho do retrocesso, do atraso".